# 트로펜하우스 프루티겐
트로펜하우스 프루티겐(독일어: Tropenhaus Frutigen)는 스위스 알프스의 열대 온실에서 이국적인 과일, 철갑상어 고기, 캐비어 생산을 위해 뢰치베르크 베이스 터널에서 흘러나오는 뜨거운 물의 지열 에너지를 사용하는 상업 프로젝트이다. 2007년 이 프로젝트는 스위스 석유 산업의 CHF 50,000 상인 지속 가능한 개발에 대한 Prix Evenir를 수상했다.

## 개요
온실에 대한 아이디어는 2002년 뢰치베르크 베이스 터널에서 지속적으로 흐르는 물이 20°C의 온도로 인해 지역 강인 칸데르강으로 직접 우회될 수 없다는 것이 명백해지면서 시작되었다. 그곳에서 멸종 위기에 처한 송어의 생물학적 리듬을 방해할 것이 뻔하기 때문이었다. 터널 엔지니어들은 인공적으로 물을 냉각시켜 열에너지를 낭비하는 대신 따뜻한 물을 사용하여 온실을 데우는 스타트업 회사를 설립했다. 부지 건설은 2008년 5월에 800만 CHF로 시작되어 2009년 말에 완료되었다. 같은 해에 방문객들을 받기 시작했다.

레이아웃

유럽에서 몇 안 되는 철갑상어 농장은 트로펜하우스의 심장부이다. 40개의 야외 분지에서 약 6만 마리의 물고기를 키울 예정이다. 철갑상어는 영구적인 시베리아 여름 조건에서 번성하며, 연간 20톤의 고기와 2톤의 캐비어를 생산하도록 되어 있다. 첫 번째 철갑상어 필레는 2008년 11월에 현지 상점에서 판매되었다. 나머지 온실은 바나나, 파파야, 망고, 구아바와 같은 열대 과일 생산 전용이며, 이 중 약 10톤을 생산할 예정이다. 매년 2,000㎡의 면적에서 재배된다.
트로펜하우스는 또한 관광 목적지이기도 하다. 방문자 센터, 설치물을 통과하는 방문자 산책로, 레스토랑 및 프로젝트의 재생 가능 에너지 및 지속 가능성 사용을 보여주는 전시실(베른 에너지 회사에서 비용 지불)이 있다. 프루티겐역에서 약 600m 또는 도보로 7분 거리에 있다.

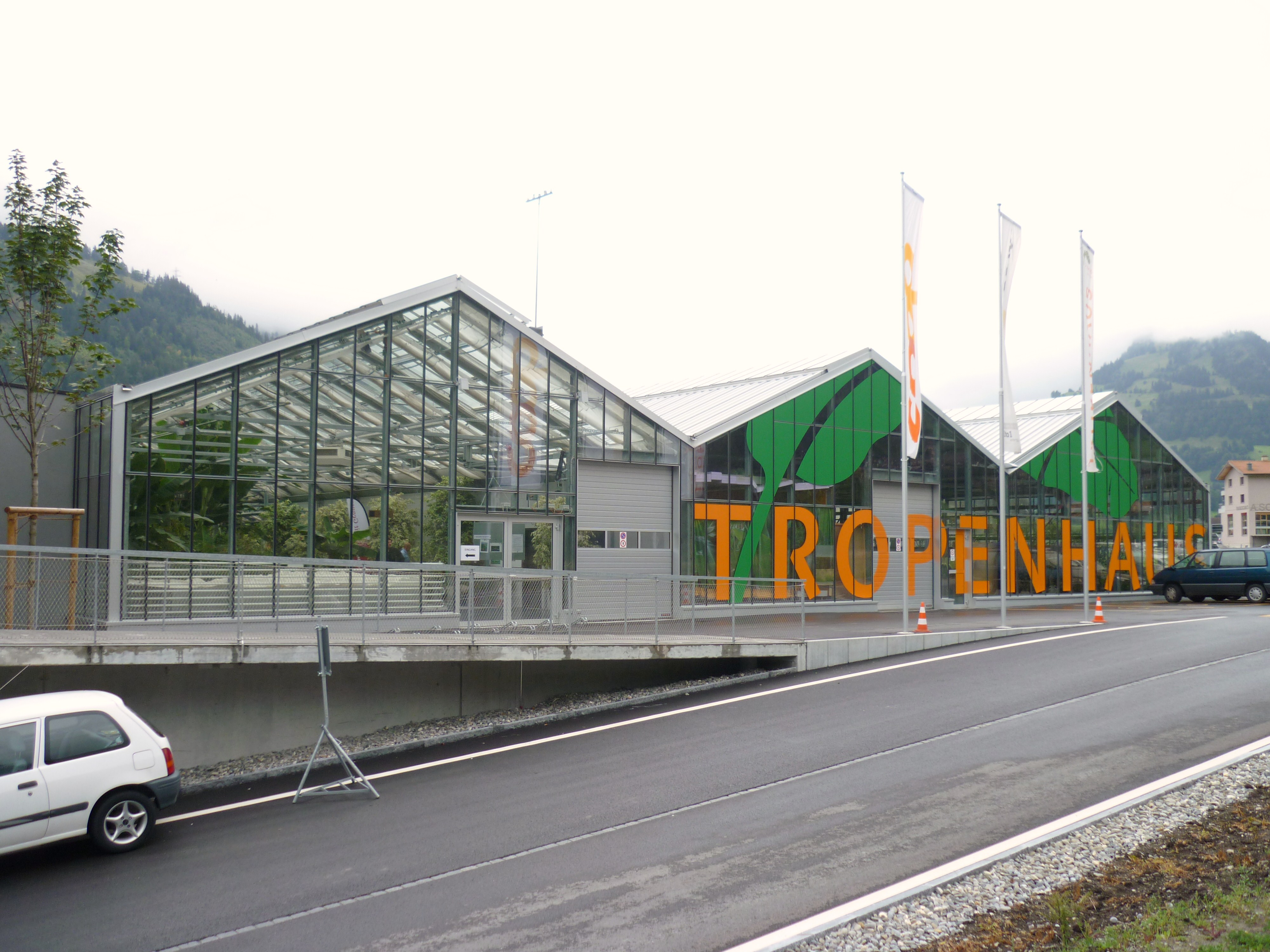
트로펜하우스의 외관